# Burrafirth
Burrafirth (staronordyjski: Borgarfjorðr „fiord z zamkiem”) – rozproszona wieś na wyspie Unst na Szetlandach w Szkocji. Znajduje się na wąskim pasie lądu, oddzielającym zatokę Burra Firth od jeziora Loch of Cliff.
W pobliżu Burrafirth znajduje się narodowy rezerwat przyrody Hermaness, którego historia sięga 1831 roku. Obecnie rezerwat podlega administracji Scottish Natural Heritage. Stanowi dom dla trzeciej co do wielkości kolonii wydrzyków wielkich.

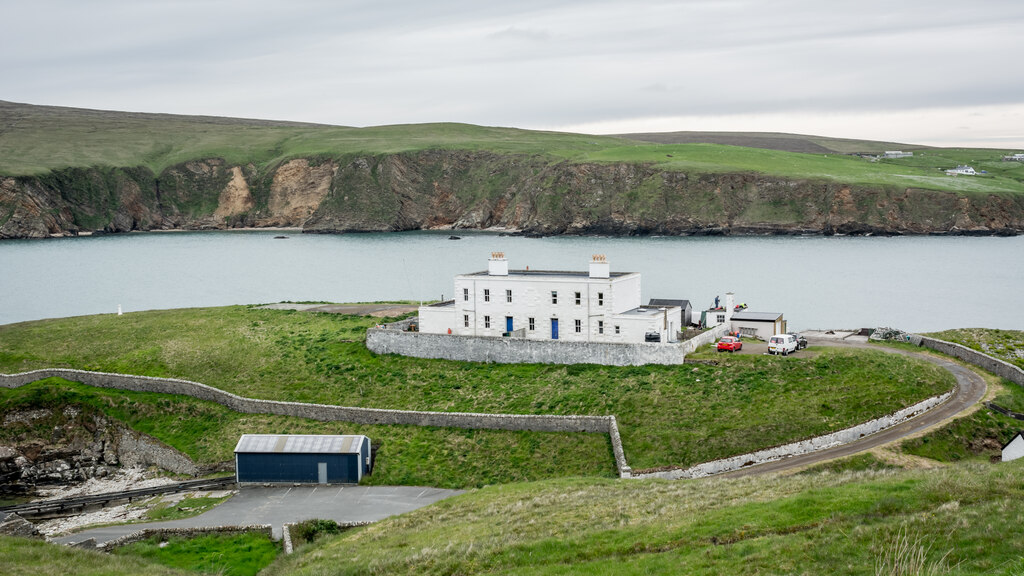
Stacja brzegowa Muckle Flugga

Na północ od wioski znajduje się stacja brzegowa i latarnia morska Muckle Flugga wpisana w 1998 roku do rejestru zabytków klasy C.
Według lokalnej legendy na wyspie Unst, w okolicach Burrafirth mieszkały dwa olbrzymy – Herman i Saxi. Zakochali się w syrenie pływającej u wybrzeża. Zwiedzeni przez nią weszli do morza i nigdy więcej ich nie widziano. Na pamiątkę tych wydarzeń rezerwat Hermaness nosi imię jednego z bohaterów legendy.